# 어 웬즈데이
어 웬즈데이(A Wednesday)는 인도에서 제작된 니라이 판데이 감독의 2008년 드라마, 스릴러 영화이다. 아누팜 커 등이 주연으로 출연하였고 로니 스크류밸라 등이 제작에 참여하였다.

## 출연

### 주연
- 아누팜 커
- 네시러딘 샤

### 조연
- 지미 셰르길
- 아미르 바쉬
- 비렌드라 삭세나
- 무케쉬 바트